# Euippodes subnigra
Euippodes subnigra là một loài bướm đêm trong họ Noctuidae.